# جنگ موز

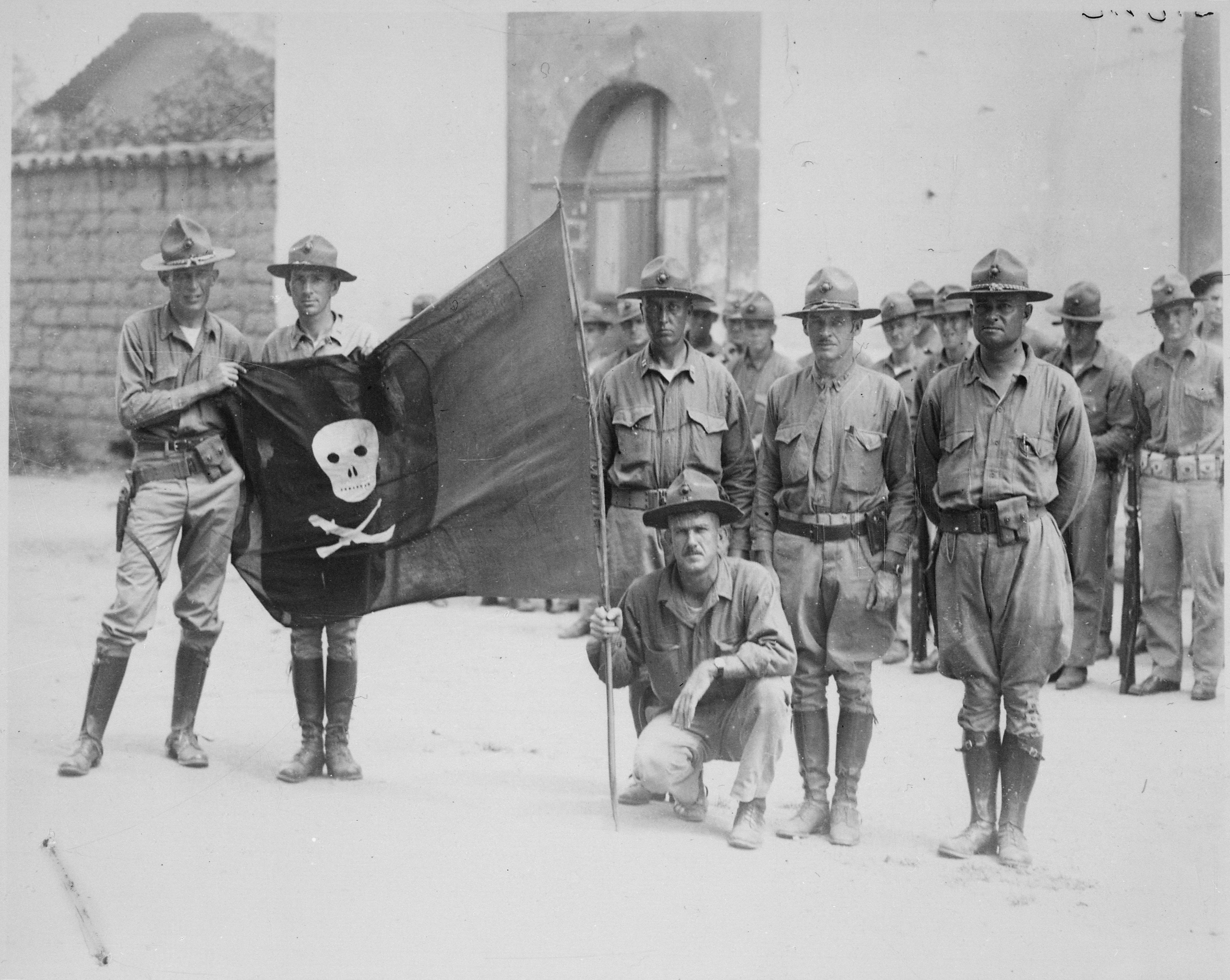
تفنگداران دریایی ایالات متحده با پرچم تسخیر شده آگوستو سزار ساندینو در نیکاراگوئه در سال ۱۹۳۲

جنگ‌های موز مجموعه ای از درگیری‌ها بود که شامل اشغال نظامی، اقدام پلیسی و مداخله ایالات متحده در آمریکای مرکزی و کارائیب بین سالهای پایان جنگ اسپانیا و آمریکا در سال ۱۸۹۸ تا آغاز سیاست همسایگی خوب در سال ۱۹۳۴ بود. مداخلات نظامی در درجه اول توسط نیروی تفنگداران دریایی ایالات متحده انجام شد که همچنین بر اساس تجربیات خود یک کتابچه راهنما به نام Small Wars Manual (1921) تهیه کردند. در مواردی، نیروی دریایی ایالات متحده پشتیبانی تیراندازی می‌کرد و نیروهای ارتش ایالات متحده نیز در این منطقه مستقر شدند.
با امضای معاهده پاریس در سال ۱۸۹۸، کنترل کوبا، پورتوریکو، گوام و فیلیپین به دست ایالات متحده افتاد (تسلیم اسپانیا). به دنبال آن، ایالات متحده اقدام به مداخله نظامی در کوبا، پاناما، هندوراس، نیکاراگوئه، مکزیک، هائیتی و جمهوری دومینیکن کرد. این درگیری‌ها با عقب‌نشینی نیروها از هائیتی در سال ۱۹۳۴ در زمان رئیس‌جمهور فرانکلین دی. روزولت پایان یافت.
اصطلاح «جنگ موز» در سال ۱۹۸۳ توسط نویسنده لستر دی. لنگلی رایج شد. لنگلی چندین کتاب در مورد تاریخ آمریکای لاتین و مداخله آمریکا نوشت، از جمله: ایالات متحده و کارائیب، ۱۹۰۰–۱۹۷۰ و جنگ موز: تاریخ درونی امپراتوری آمریکا، ۱۹۰۰–۱۹۳۴. این کتاب شامل وقایع امپراتوری استوایی ایالات‌متحده آمریکا در هر دو دوره ریاست‌جمهوری روزولت است که از نیمکره غربی پیشی گرفته‌است. این اصطلاح از طریق این نوشته رایج شد و ایالات متحده را به عنوان نیروی پلیسی معرفی کرد که برای آشتی دادن این کشورهای متخاصم، جوامع بی قانون و سیاستمداران فاسد فرستاده شده‌است و اساساً حاکمیت ایالات متحده بر تجارت مناطق گرمسیری را توجیه می‌کند. جنگ موز با بی‌عدالتی، فساد، جوامع غیرقانونی و سوءاستفاده از کارگران در آمریکای لاتین آغاز شد. کارگران موز چیزی شبیه به جنبش حقوق مدنی را در تجارت میوه‌های گرمسیری به راه انداختند. کشورهای گرمسیری درحال جنگ به خاطر بدرفتاری و شرایط سوءاستفاده از کارگران به یکی از اولین و ستیزه‌جویانه‌ترین جنبش‌ها در آمریکای لاتین دست زدند. گفتمان و فسادی که مردم و حکومت آمریکای لاتین با آن روبه‌رو شدند، چیزی بود که نفوذ ایالات‌متحده را بیشتر می‌کرد. صدها سرباز آمریکایی و هزاران نفر از مردم محلی در جنگ‌های موز کشته شدند. اعتصابات و انقلاب‌ها سرکوب شدند و به پایان رسید - همه اینها در حالی بود که سود تعداد انگشت شماری از شرکت‌ها حفظ شد.

## ریشه‌ها

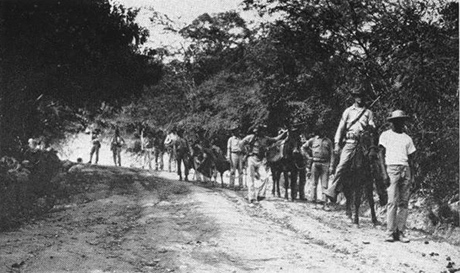
تفنگداران دریایی ایالات متحده با راهنمای هائیتی در حال گشت زنی در جنگل در سال ۱۹۱۵ در طول نبرد فورت دیپیتی

انگیزه‌های ایالات متحده برای درگیری‌ها عمدتاً اقتصادی و نظامی بود. اصطلاح «جنگ موز» خیلی دیرتر برای توصیف این جنبش‌ها به کار رفت که در نتیجه مداخلات آمریکا صرفاً برای حفظ منافع تجاری ناچیز این کشور در منطقه روی می‌داد.
مهمتر از همه، ایالات متحده در حال پیشبرد منافع اقتصادی، سیاسی و نظامی بود تا بتواند حوزه نفوذ خود را حفظ و امنیت کانال پاناما (که در سال ۱۹۱۴ افتتاح شد) را تأمین کند. ایالات متحده اخیراً کانال پاناما را به منظور ارتقای تجارت جهانی و نمایش قدرت دریایی خود ساخته بود. شرکت‌های آمریکایی مانند کمپانی یونایتد فروت نیز در تولید موز، تنباکو، نیشکر و سایر کالاها در سراسر دریای کارائیب، آمریکای مرکزی و شمال آمریکای جنوبی فعالیت مالی داشتند.
یکی از بدنامی‌های بزرگ کمپانی یونایتد فروت شیوه شکستن اعتصاب کارگرانش در ۲۸ نوامبر ۱۹۲۸ در سواحل کارائیبی کلمبیا و در نزدیکی سانتا مارتا است. در ششم دسامبر ارتش کلمبیا اعتصاب‌کنندگانی را که در میدان مرکزی شهر سیناگا تجمع کرده بودند به آتش بست. تلفاتی که از این حادثه اعلام شده بین ۴۷ تا ۲ هزار نفر متفاوت است. ارتش اقدام خود را این‌طور توجیه کرد که اعتصاب‌کنندگان خرابکارهای سیاسی تحت فرمان انقلابیون کمونیستی بودند. نماینده کنگره، جرج الیسر گایتان نیز ادعا کرد که ارتش به دستور یونایتد فروت وارد عمل شده‌است.

## مداخلات

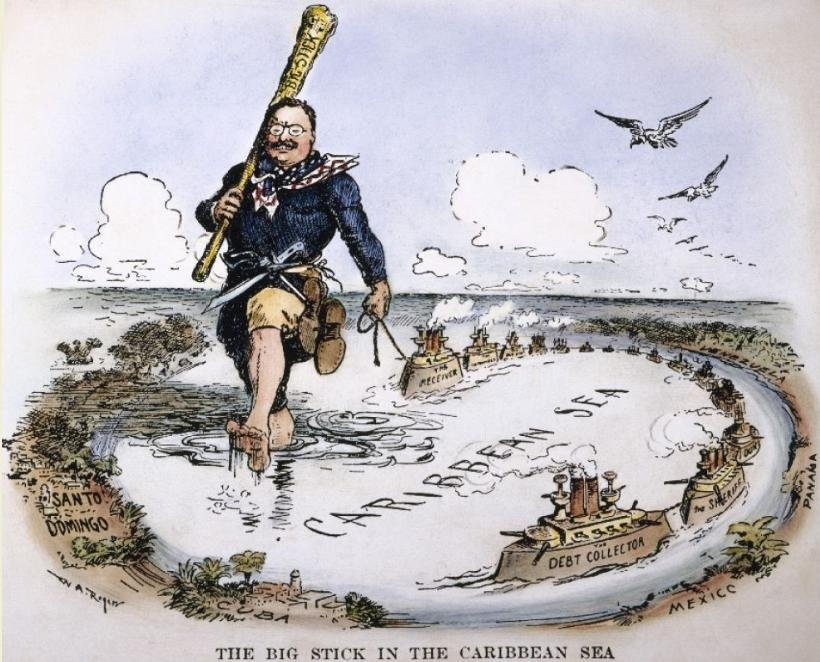
کارتون ویلیام آلن راجرز که ایدئولوژی بیگ استیک تئودور روزولت را به تصویر می‌کشد.

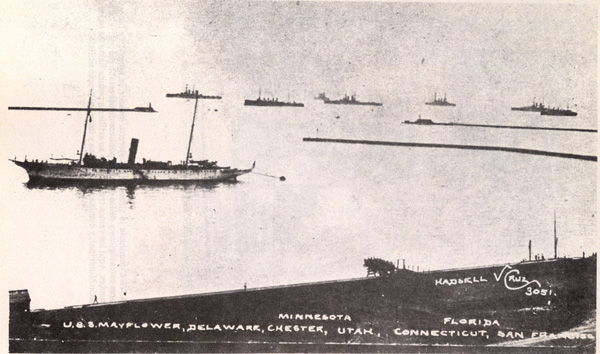
کشتی‌های جنگی آمریکایی در وراکروز در سال ۱۹۱۴

- پاناما: مداخلات ایالات متحده در تنگه به معاهده مالارینو-بیدلاک ۱۸۴۶ برمی گردد و پس از شورش موسوم به هندوانه در سال ۱۸۵۶ تشدید شد. در سال ۱۸۸۵ مداخله نظامی ایالات متحده با ساخت کانال پاناما محقق شد. روند ساخت و ساز در سال ۱۸۸۹ به دلیل ورشکستگی، سوء مدیریت متوقف شد، اما در قرن بیستم از سر گرفته شد. در سال ۱۹۰۳، پاناما از جمهوری کلمبیا با حمایت دولت ایالات متحده، در طول جنگ هزار روزه جدا شد. معاهده Hay-Pauncefote به آمریکا اجازه ساخت و کنترل کانال پاناما را داد. در سال ۱۹۰۳ ایالات متحده حاکمیت خود را بر منطقه کانال پاناما تأسیس کرد.
- جنگ اسپانیا و آمریکا: نیروهای آمریکایی کوبا و پورتوریکو در اسپانیا را در سال ۱۸۹۸ تصرف کردند. پایان جنگ اسپانیا و آمریکا منجر به شروع جنگ موز شد.
- کوبا: در دسامبر ۱۸۹۹، رئیس‌جمهور ایالات متحده، ویلیام مک کینلی، لئونارد وود، ژنرال ارتش ایالات متحده، : 93–105 داشتن قدرت برتر در کوبا آمریکا کوبا را از امپراتوری اسپانیا فتح کرد. از سال ۱۸۹۸ تا ۱۹۰۲ توسط وود به عنوان فرماندار نظامی آن توسط ایالات متحده اشغال شد، و دوباره از ۱۹۰۶ تا ۱۹۰۹، ۱۹۱۲، و ۱۹۱۷ تا ۱۹۲۲، مشروط به شرایط معاهده روابط کوبا و آمریکا (۱۹۰۳) تا ۱۹۳۴. در سال ۱۹۰۳، ایالات متحده پایگاه دریایی گوانتانامو را اجاره کرد.
- جمهوری دومینیکن: عملیات در سال‌های ۱۹۰۳، ۱۹۰۴ (مورد سانتو دومینگو) و ۱۹۱۴ (نیروهای دریایی درگیر نبرد در شهر سانتو دومینگو[۲]). از سال ۱۹۱۶ تا ۱۹۲۴ توسط ایالات متحده اشغال شد. زمانی که شورشی در جمهوری دومینیکن به مزارع نیشکر متعلق به آمریکا آسیب رساند، نیروهای آمریکایی از سال ۱۹۱۶ به آنجا اعزام شدند. آنها قلعه کوچکی به نام فورت اوزاما را تصرف کردند، مردان داخل آن را کشتند و یک حضور نظامی در آنجا ایجاد کردند. تا منافع تجاری خود محافظت کنند.[۳]
- نیکاراگوئه: پس از فرودهای متناوب و بمباران‌های دریایی در دهه‌های قبل، تقریباً به‌طور مداوم از سال ۱۹۱۲ تا ۱۹۳۳ توسط ایالات متحده اشغال شد. ایالات متحده نیروهایی در نیکاراگوئه داشت تا از ایجاد تضاد رهبران خود با منافع ایالات متحده در این کشور جلوگیری کند. جلیقه آبی و تفنگداران دریایی حدود ۱۵ سال آنجا بودند. ایالات متحده مدعی شد که می‌خواهد نیکاراگوئه «مردان خوبی» را انتخاب کند که ظاهراً تهدیدی برای برهم زدن منافع ایالات متحده نباشد.
- مکزیک: دخالت‌های نظامی ایالات متحده با مکزیک در این دوره دلایل عمومی تجاری و سیاسی یکسانی داشت، اما به عنوان یک مورد خاص مطرح است. آمریکایی‌ها جنگ مرزی با مکزیک را از سال ۱۹۱۰ تا ۱۹۱۹ به دلایل دیگری انجام دادند: برای کنترل جریان مهاجران و پناهندگان از مکزیک انقلابی (پاسیفیکوس)، و مقابله با حملات شورشیان به خاک ایالات متحده. با این حال، اشغال وراکروز توسط ایالات متحده در سال ۱۹۱۴، اعمال نفوذ مسلحانه بود، نه فقط مسئله یکپارچگی مرز. هدف آن قطع کردن ورود مهمات آلمانی به دولت ویکتوریا هوئرتا بود،[۴] که رئیس‌جمهور ایالات متحده وودرو ویلسون از به رسمیت شناختن آن خودداری کرد.[۴] در سال‌های قبل از جنگ جهانی اول، ایالات متحده نیز نسبت به توازن قدرت منطقه‌ای در برابر آلمان هوشیار بود. اس‌اس Ypiranga نشان داد آلمانی‌ها به‌طور فعال مکزیکی‌ها را مسلح می‌کردند و به آنها مشاوره می‌دادند.اس‌اس Ypirangaحادثه حمل و نقل اسلحه اس‌اس Ypiranga، پایگاه خرابکار آلمانی لوتار ویتزکه در مکزیکو سیتی، تلگرام زیمرمن ۱۹۱۷ و مشاوران آلمانی حاضر در نبرد آمبوس نوگالس در سال ۱۹۱۸. تنها دو بار در طول انقلاب مکزیک، ارتش ایالات متحده مکزیک را اشغال کرد: در طول اشغال موقت وراکروس
- درسال ۱۹۱۴ و بین سال‌های ۱۹۱۶ و ۱۹۱۷، زمانی که ژنرال جان پرشینگ نیروهای ارتش ایالات متحده را در جستجوی سراسری پانچو بی یا رهبری کرد.
- هائیتی، اشغال شده توسط ایالات متحده از ۱۹۱۵–۱۹۳۴، که منجر به ایجاد قانون اساسی جدید هائیتی در سال ۱۹۱۷ شد که تغییراتی را ایجاد کرد که شامل پایان دادن به ممنوعیت قبلی مالکیت زمین توسط غیرهائیتی‌ها بود. این دوره شامل جنگ اول و دوم کاکو بود.[۵]
- هندوراس، جایی که شرکت یونایتد فروت و شرکت استاندارد میوه بر بخش کلیدی صادرات موز کشور و زمین‌های مرتبط و راه‌آهن تسلط داشتند، شاهد حضور نیروهای آمریکایی در سال‌های ۱۹۰۳، ۱۹۰۷، ۱۹۱۱، ۱۹۱۲، ۱۹۱۹، ۱۹۲۴ و ۱۹۲۵ بود. نویسنده O. Henry اصطلاح " جمهوری موز " را در سال ۱۹۰۴ برای توصیف هندوراس ابداع کرد.[۶]

دیگر کشورهای آمریکای لاتین تحت تأثیر سیاست‌های اقتصادی یا منافع تجاری آمریکا تا حد اجبار قرار داشتند. تئودور روزولت نتیجه روزولت دکترین مونرو را در سال ۱۹۰۴ اعلام کرد و از حق ایالات متحده برای مداخله برای تثبیت امور اقتصادی کشورهای دریای کارائیب و آمریکای مرکزی در صورتی که قادر به پرداخت بدهی‌های بین‌المللی خود نبودند، اظهار داشت. از سال ۱۹۰۹ تا ۱۹۱۳، پرزیدنت ویلیام هاوارد تافت و وزیر امور خارجه وی فیلاندر سی ناکس، سیاست خارجی دیپلماسی دلاری «مسالمت آمیزتر و اقتصادی‌تری» را مطرح کردند، اگرچه این سیاست نیز مانند نیکاراگوئه با زور حمایت می‌شد.

## شرکت‌های میوه آمریکا
دهه‌های اول تاریخ هندوراس با بی‌ثباتی سیاسی و اقتصادی همراه بوده‌است. در واقع ۳ درگیری مسلحانه بین استقلال و به قدرت رسیدن دولت کاریاس رخ داد. این بی‌ثباتی تا حدی به دلیل دخالت آمریکا در این کشور بود.
اولین شرکتی که با دولت هندوراس قراردادی منعقد کرد، شرکت برادران واکارو (شرکت استاندارد میوه) بود. سپس شرکت میوه Cuyamel از آنها پیروی کرد. شرکت یونایتد فروت همچنین از طریق شرکت‌های تابعه خود، شرکت راه‌آهن تلا و شرکت راه‌آهن تروکسیلو با دولت قرارداد بست.
قرارداد بین دولت هندوراس و شرکت‌های آمریکایی اغلب شامل حقوق انحصاری یک قطعه زمین در ازای ساخت راه‌آهن در هندوراس بود.
با این حال، تولیدکنندگان موز در آمریکای مرکزی (از جمله هندوراس) "به دلیل بیماری پاناما، قارچی که از خاک منتقل می‌شود (...) که تولید را در مناطق بزرگ نابود می‌کند، ضربه خوردند. معمولاً، شرکت‌ها مزارع تخریب شده را رها و راه‌آهن‌ها و سایر تاسیسات را که همراه با مزرعه استفاده می‌کرده‌اند تخریب می‌کنند، بنابراین تبادل خدمات بین دولت و شرکت‌ها همیشه رعایت نمی‌شد.
هدف نهایی قراردادها برای شرکت‌ها کنترل تجارت موز از تولید تا توزیع بود. این شرکت‌ها جنگجویان چریکی، کمپین‌های ریاست جمهوری و دولت‌ها را تأمین مالی می‌کردند. به گفته ریورا و کارانزا، مشارکت غیرمستقیم شرکت‌های آمریکایی در درگیری‌های مسلحانه این کشور وضعیت را بدتر کرد. وجود سلاح‌های خطرناک‌تر و مدرن‌تر امکان جنگ خطرناک‌تری را در میان جناح‌ها فراهم کرد.
در هندوراس بریتانیا (بلیز امروزی) وضعیت به‌طور قابل توجهی متفاوت بود. علیرغم اینکه شرکت یونایتد فروت تنها صادرکننده موز در آنجا بود و این شرکت همچنین در تلاش برای اعمال نفوذ در دولت محلی بود، این کشور بی‌ثباتی و درگیری‌های مسلحانه که همسایگان خود تجربه کردند، متحمل نشد.
یونایتد فروت بارها به رشوه دادن به مقامات دولتی در ازای اعطای امتیازات تجاری، سوءاستفاده از کارگران، فرار از پرداخت مالیات به کشورهایی که در آنها کار می‌کرد و اعمال بی‌رحمانه برای تثبیت انحصار خود متهم شد.

## اسمدلی باتلر
شاید یگانه افسر نظامی فعال در جنگ موز، سرلشکر تفنگداران دریایی ایالات متحده بود، اسمدلی باتلر، ملقب به «ماوریک مارین»، که در سال ۱۹۰۳ در هندوراس مأموریت انجام داد، در نیکاراگوئه برای اجرای سیاست‌های آمریکا از سال ۱۹۰۹ تا ۱۹۱۲ خدمت کرد، مدال دریافت کرد. افتخار برای ایفای نقش در وراکروز در سال ۱۹۱۴ و دومین مدال افتخار برای شجاعت در هائیتی در سال ۱۹۱۵. اسمدلی پس از بازنشستگی اجباری‌اش به دلیل اظهارات بی‌ملاحظه، گفتگو با گروه‌های چپ را که سرمایه‌داری را محکوم می‌کردند، آغاز کرد. سخنرانی او پس از سال ۱۹۳۳ با عنوان جنگ یک راکت است، جایی که او نقشی را که ایفا کرده بود محکوم کرد و خود را «یک مرد عضلانی درجه یک برای تجارت بزرگ، برای وال استریت و بانکداران … یک دزد، یک گانگستر برای سرمایه داری توصیف کرد.»

## یادداشت
1. ↑  «The Banana Wars: How The U.S. Plundered Central America On Behalf Of Corporations».
2. ↑  "US Military and Clandestine Operations in Foreign Countries – 1798–Present". Global Policy Forum. 2005. Archived from the original on November 12, 2020.
3. ↑  «The Banana Wars: How The U.S. Plundered Central America On Behalf Of Corporations».
4. 1 2  Hickman, Kennedy (August 4, 2015). "Mexican Revolution: Battle of Veracruz". ThoughtCo. Dotdash. Archived from the original on November 14, 2020. Retrieved March 17, 2016.
5. ↑  Hubert, Giles A. (January 1947). "War and the Trade Orientation of Haiti". Southern Economic Journal. 13 (3): 276–84. doi:10.2307/1053341. JSTOR 1053341 – via JSTOR.
6. ↑  "Where did banana republics get their name?". The Economist. Economist Group. November 21, 2013. Archived from the original on November 14, 2020. Retrieved February 16, 2016.
7. 1 2 3 4 5 6 7 8  Rivera, Miguel Cáceres; Carranza, Sucelinda Zelaya (2005). "Honduras. Productive security and economic growth: the economic function of the cariato". Yearbook of Central American Studies. 31: 49–91. ISSN 0377-7316.
8. 1 2 3  Moberg, Mark (1996). "Crown Colony as Banana Republic: The United Fruit Company in British Honduras, 1900-1920". Journal of Latin American Studies. Cambridge University Press. 28 (2): 357–381. doi:10.1017/S0022216X00013043. JSTOR 157625 – via JSTOR.
9. ↑  «جنگ موز».